# 奔达乡
奔达乡，是中华人民共和国四川省甘孜藏族自治州石渠县下辖的一个乡镇级行政单位。

## 行政区划
奔达乡下辖以下地区：
昌戈村、满真村、呷巴村、奔达村、阴巴村、格绒村和然子村。